# Alan Abel (músico)
Alan Abel (6 de diciembre de 1928-25 de abril de 2020) fue un percusionista, educador musical e inventor estadounidense de instrumentos musicales. Fue el percusionista principal asociado de la Orquesta de Filadelfia desde 1959 hasta su retiro en 1997. Es ampliamente considerado como uno de los educadores de percusión más importantes de la segunda mitad del siglo XX, ya que enseñó en la Universidad de Temple a partir de 1972. Los inventos de Abel incluyen varios triángulos únicos y omnipresentes y un soporte de bombo que permitió suspender el instrumento con el uso de bandas de goma. 

## Carrera
Abel nació en Hobart, Indiana, en 1928. A la edad de siete años, comenzó a tomar lecciones de percusión. Estudió con Clarence Carlson en la Escuela Roy Knapp y luego con Haskell Harr y William Street en la Escuela de Música Eastman de 1947 a 1951, donde obtuvo un título de rendimiento y tocó a tiempo parcial con la Orquesta Filarmónica de Rochester.
Después de alistarse y tocar en la Banda de la Fuerza Aérea de los Estados Unidos de 1951 a 1953, actuó con la Filarmónica de Oklahoma City de 1953 a 1959. En 1959 se convirtió en miembro de la Orquesta de Filadelfia y permaneció allí hasta el final de su carrera en 1997. Fue nombrado percusionista principal asociado de la orquesta en 1972. 
En 1998 fue incluido en el Salón de la Fama de la Percussive Arts Society. En 2012, fue galardonado con un Doctorado honorario en Música por el Conservatorio de Música de Nueva Inglaterra.
También fue profesor en la Universidad de Rutgers, Universidad de Rowan, y desde 1972 en la Universidad de Temple.
Abel murió el 25 de abril de 2020 por complicaciones de COVID-19.

## Instrumentos musicales
El predecesor de Abel en la Orquesta de Filadelfia, James Valerio, tenía un triángulo hecho a medida que era codiciado por sus compañeros. Después de prestarlo a Abel durante los primeros dos años, Abel ideó una forma de recrear el sonido y creó el «triángulo de Alan Abel», que utiliza una pieza de latón cromado. Utilizado por su sonido rico en armónicos, el triángulo ha sido fabricado desde 1963.
Abel también inventó el soporte de bombo «suspendido» a principios de la década de 1960, que él mismo fabricó hasta 2013, cuando entregó la fabricación a Andrew Reamer, quien previamente había suministrado la batería. El soporte permite suspender el bombo en un anillo que gira. El soporte de bombo suspendido es utilizado por la mayoría de las orquestas sinfónicas estadounidenses, y el concepto ha sido copiado e imitado por múltiples fabricantes de hardware de batería en todo el mundo.